# Thecla sito
Thecla sito är en fjärilsart som beskrevs av Jean Baptiste Boisduval 1836. Thecla sito ingår i släktet Thecla och familjen juvelvingar. Inga underarter finns listade i Catalogue of Life.

## Bildgalleri

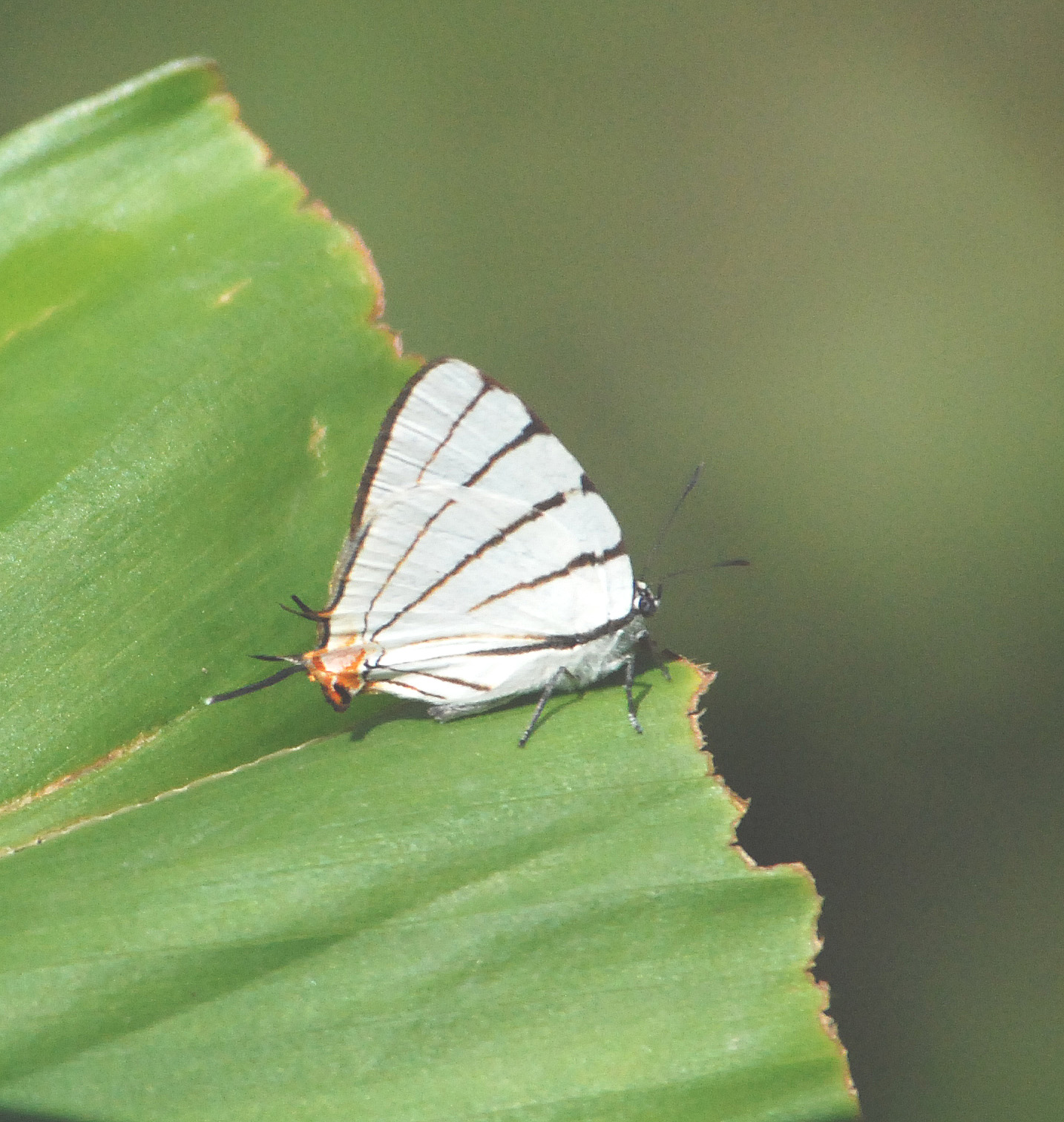